# Tiffany Espensen

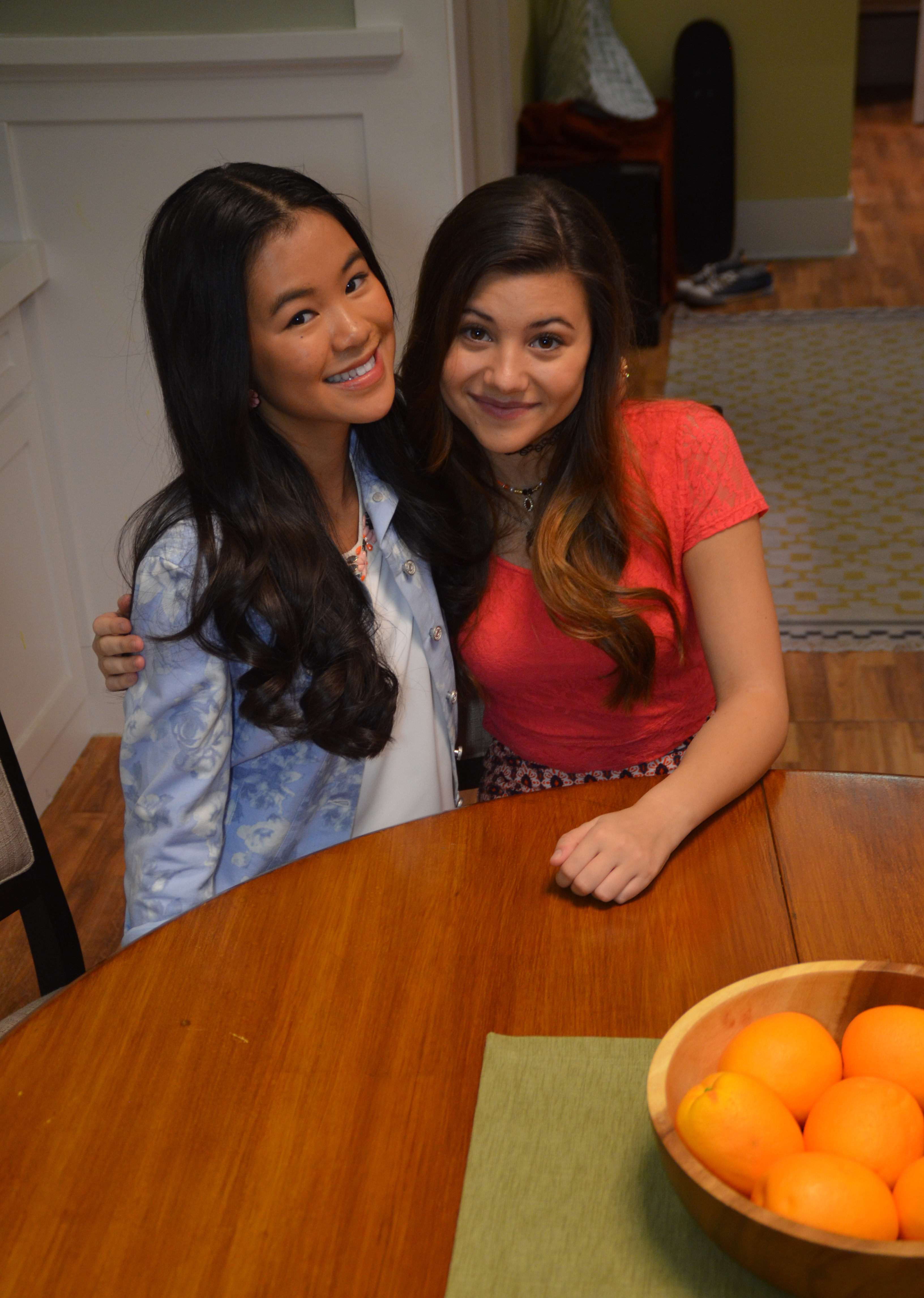
Tiffany Espensen y Olivia Stuck en el informe de la alfombra roja de Mingle Media TV.

Tiffany Lian Bates (nacida Tiffany Lian Espensen; Lianjiang, China, 10 de febrero de 1999) es una actriz estadounidense de origen chino, más conocida por su papel de Piper en la serie de Nickelodeon, Bucket & Skinner's Epic Adventures y en Disney XD por su papel en Kirby Buckets.

## Biografía
Tiffany Lian Espensen nació el 10 de febrero de 1999 en el condado de Lianjiang, China. Es de ascendencia cantonesa. La dejaron abandonada en las escaleras del hospital después de su nacimiento. Luego fue adoptada por el matrimonio estadounidense formado por Daniel "Dan" Philip Espensen y Robin Lynn Espensen (de soltera, Nenow) el 21 de marzo de 2000, cuando tenía 13 meses. Ella es la única hija de la pareja. Tiffany creció en Los Ángeles, California. Fue bautizada cuando tenía 18 años. Espensen asistió a la Universidad Liberty con especialización en ciencias políticas y religión. En noviembre de 2021, completó su maestría en ministerios cristianos en la Universidad del Gran Cañón.
Espensen habla chino mandarín e inglés.

## Carrera
Hizo apariciones especiales en Hannah Montana, True Jackson, VP y Zeke y Luther, antes de interpretar su papel principal como Piper en la serie de Nickelodeon, Bucket & Skinner's Epic Adventures estrenada el 1 de julio de 2011. En ella interpreta a la hermana pequeña de Ashley Argota en la serie.

## Vida personal

### Noviazgo y compromiso
Tiffany comenzó a salir con el cantante de música country y estrella del reality Bringing Up Bates, Lawson Bates el 22 de septiembre de 2020. Confirmó su relación con Lawson el 4 de febrero de 2021, cuando se unió a la familia de él en un viaje de esquí a Breckenridge, Colorado. Tiffany y Lawson anunciaron su compromiso el 28 de octubre de 2021: se habían comprometido el 26 de octubre en el Viñedo Tenuta Larnianone en Siena, Italia, durante un viaje a Italia donde estuvieron presentes los padres de ambos. Lawson los invitó a Italia con el pretexto de que estaba filmando un nuevo video musical para su canción "Crazy Love" que canta a dúo con Tiffany.

### Matrimonio e hijos
El 12 de mayo de 2022, Tiffany se casó con William Lawson Bates a bordo del yate California Spirit zarpando del Puente del Coronado en San Diego, California. A la boda asistieron alrededor de 200 invitados y fue oficiada por el padre de Lawson, Gil Bates y el pastor de Tiffany, Jim Garlow. La madrina de honor de Tiffany fue su madre, Robin. Sus damas de honor fueron la hermana de Lawson, Ellie Bates, la cuñada de Lawson, Esther Keyes, su prima, Mia Martin y su amiga, Chelle Andreoli. Para su luna de miel, Tiffany y Lawson viajaron a Grecia.
El 14 de diciembre de 2023, Espensen y Bates subieron un video a su canal de YouTube donde revelaron que a principios de 2023 se enteraron de que estaban esperando un hijo, pero al poco tiempo ella sufrió un aborto espontáneo. El 5 de marzo de 2024, Espensen y Bates anunciaron que están esperando su primer hijo. El 19 de julio de 2024, nació el primer hijo de la pareja, William Daniel Bates.

## Filantropía
La defensa siempre ha sido una parte importante de la vida de Tiffany. Ha sido una defensora vocal de la vida silvestre. Su amistad con Bindi Irwin, hija del legendario Steve Irwin, la llevó a convertirse en Embajadora Global de Wildlife Warriors para el Zoológico de Australia a la edad de 12 años. Ese mismo año, después de trabajar como voluntaria en el Hospital de Vida Silvestre del Zoológico de Australia, realizó una venta de pasteles en su ciudad natal, a beneficio del hospital.
Tiffany es miembro del Consejo Nacional de Preparación Juvenil de la Agencia Federal de Gestión de Emergencias y representa a California como parte de la novena región. Trabaja con su oficina regional local de FEMA en San Diego, ayudando a crear conciencia sobre cómo estar preparados para los desastres naturales en todo el sur de California.
Es Directora de Comunicaciones y Alcance de Well Versed, una organización que busca solucionar los problemas humanitarios del mundo consultando la Biblia. Well Versed se reúne semanalmente con personas en las Naciones Unidas en Washington D. C.. También realizan reuniones bíblicas semanales con miembros del congreso llamadas Reuniones de Jefferson, así como reuniones semanales de Tanaj con miembros del Parlamento israelí llamadas Sociedad de Schindler. A través de su trabajo con Well Versed, denuncia el feminismo, describiéndolo como un movimiento que alienta a las mujeres a no tener hijos y las empodera al asesinar a sus hijos a través del aborto.

## Filmografía

### Televisión
| Año       | Título                             | Personaje                  | Notas                                                                              |
| --------- | ---------------------------------- | -------------------------- | ---------------------------------------------------------------------------------- |
| 2007      | Hannah Montana                     | Samantha                   | Episodio: "Achey Jakey Heart: Part 1"                                              |
| 2007—2011 | Phineas y Ferb                     | Ginger Hirano              | Papel de voz recurrente (temporadas 1-2)                                           |
| 2008      | NCIS                               | Amanda Lee                 | Episodio: "Dagger" (Temporada 6, Episodio 9)                                       |
| 2008      | Mentes criminales                  | Samantha                   | Episodio: "Masterpiece" (Temporada 4, Episodio 8)                                  |
| 2008      | Leverage                           | Niña Pequeña               | Episodio: "The Miracle Job" (Temporada 1, Episodio 4)                              |
| 2009      | True Jackson, VP                   | Joven Lulu                 | Episodio: "Back to School" (Temporada 1, Episodio 20)                              |
| 2009      | Special Agent Oso                  | Joon Kim / Alyssa / Carina | Papel de voz                                                                       |
| 2009      | Zeke & Luther                      | Niña Inocente              | Episodio: "Soul Bucket" (Temporada 1, Episodio 13)                                 |
| 2009      | Lie to Me                          | Isabella                   | Episodio: "Tractor Man" (Temporada 2, Episodio 10)                                 |
| 2009      | Leo Little's Big Show              | Marcy                      | Episodio: "Bolt" (Temporada 1, Episodio 3)                                         |
| 2009      | Surviving Suburbia                 | Cynthia                    | Episodio: "Nothing for Money" (Temporada 1, Episodio 9)                            |
| 2010      | The Boondocks                      | Ming Long-Dou              | Papel de voz; Episodio: "The Red Ball" (Temporada 3, Episodio 3)                   |
| 2011      | House M. D.                        | Sophie                     | Episodio: "Two Stories" (Temporada 7, Episodio 13)                                 |
| 2011—2013 | Bucket & Skinner's Epic Adventures | Piper Peckinpaw            | Papel Principal                                                                    |
| 2013      | ¡Buena suerte, Charlie!            | Kelly                      | Episodio: "Teddy's Choice" (Temporada 4, Episodio 11)                              |
| 2014      | Terry the Tomboy                   | Wallaine Rapkin            | Película para televisión                                                           |
| 2014—2017 | Kirby Buckets                      | Belinda                    | Protagonista                                                                       |
| 2018      | Best.Worst.Weekend.Ever.           | Chloe                      | Recurrente                                                                         |
| 2019      | La guardia del león                | Rama / Heng Heng           | Papel de voz                                                                       |
| 2019—2020 | Alexa & Katie                      | Jessica                    | Episodios: "Unconsciously Coupling" & "Last Dance" (Temporada 3, Episodios 4 & 15) |

### Cine
| Año  | Película                                              | Rol            | Notas                |
| ---- | ----------------------------------------------------- | -------------- | -------------------- |
| 2008 | The Price of Miracles                                 | Tess           | Cortometraje         |
| 2008 | Elevator People Bring You Up When You're Feeling Down | Crystal        | Cortometraje         |
| 2009 | Fame                                                  | Hermana de Joy |                      |
| 2010 | Repo Men                                              | Pequeña Alva   | Personaje Secundario |
| 2011 | Hop                                                   | Alex O'Hare    | Protagonista         |
| 2014 | Earth to Echo                                         | Charlie        | Protagonista         |
| 2015 | Monstervilleː El Consejo de los Espíritus             | Nicole         | Protagonista         |
| 2017 | Spider-Man: Homecoming                                | Cindy Moon     | Personaje Secundario |
| 2017 | Carving a Life                                        | Veronica       |                      |
| 2018 | Avengers: Infinity War                                | Cindy Moon     | Cameo                |

### Programas de televisión
| Año  | Título               | Canal    | Notas |
| ---- | -------------------- | -------- | ----- |
| 2007 | The ½ Hour News Hour | Fox News |       |
| 2021 | Bringing Up Bates    | Up TV    |       |

### Videos musicales
| Año  | Artista                           | Canción           |
| ---- | --------------------------------- | ----------------- |
| 2021 | Lawson Bates                      | The Way I See You |
| 2022 | Lawson Bates ft. Tiffany Espensen | Crazy Love        |
| 2023 | Lawson Bates                      | Vows              |